# Allan McGregor
Allan James McGregor (* 31. ledna 1982 Edinburgh) je skotský profesionální fotbalový brankář, který chytá za skotský klub Rangers FC. Mezi lety 2007 a 2018 odchytal také 42 utkání v dresu skotské reprezentace.
Mimo Skotsko působil na klubové úrovni v Turecku, Anglii a Walesu.

## Reprezentační kariéra
V A-mužstvu Skotska debutoval 30. 5. 2007 v přátelském utkání ve Vídni proti týmu Rakouska (výhra 1:0).